# 马尔科瓦
马尔科瓦（羅馬化：Markova）是俄罗斯伊尔库茨克州的工人村（市级镇），属伊尔库茨克区，位于叶尼塞河流域内伊尔库特河支流卡亚河畔，紧邻区行政中心及州府伊尔库茨克市。
该地2021年人口有31,770人；2010年人口9,894人；2002年人口6,509人。